# Associazione Calcio Monza 2022-2023
Questa voce raccoglie le informazioni riguardanti l'Associazione Calcio Monza nelle competizioni ufficiali della stagione 2022-2023.

## Stagione

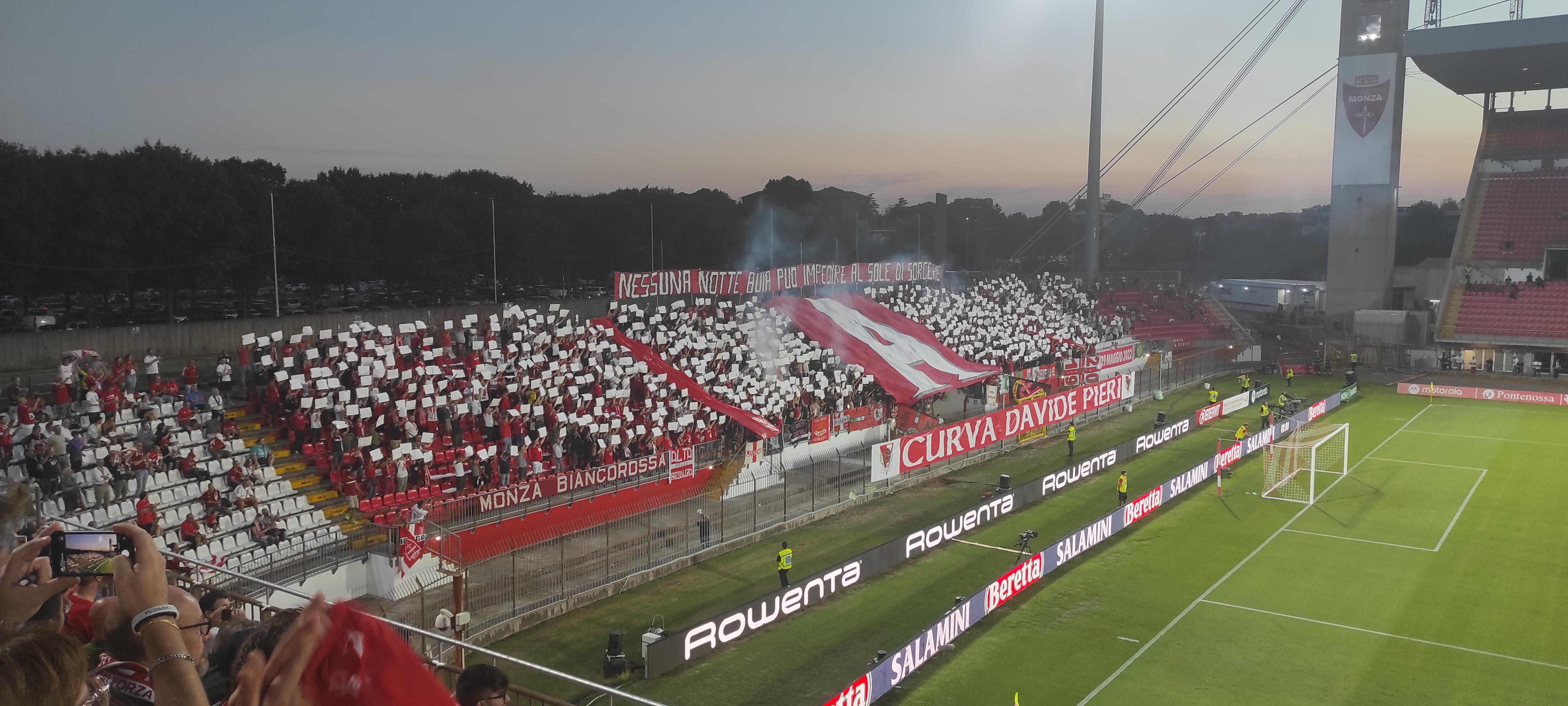
La curva Pieri durante la prima di campionato contro il

La stagione 2022-2023 è la prima in Serie A per il Monza, vincente dei play-off di Serie B 2021-2022. Per far fronte alla prima annata in massima serie, il presidente Silvio Berlusconi e il suo braccio destro Adriano Galliani operano in modo notevole sul calciomercato in entrata: arrivano in prestito il portiere del Cagliari Alessio Cragno, l'attaccante del Verona Gianluca Caprari, l'interista Stefano Sensi e soprattutto l'atalantino e campione europeo Matteo Pessina, che torna al Monza dopo sette anni.
Arrivano a titolo definitivo anche lo svincolato Andrea Ranocchia, che però risolverà consensualmente il contratto con la società il 21 settembre, e il terzino Samuele Birindelli dal Pisa.
Il campionato inizia completamente in salita per i brianzoli, che perdono in casa contro il Torino, poi contro Napoli, Udinese, Roma e Atalanta. La striscia negativa termina alla sesta giornata con un 1-1 contro il Lecce, pareggio che vale il primo punto per i lombardi, ma non evita l'esonero dell'allenatore Giovanni Stroppa. Il nuovo allenatore Raffaele Palladino ottiene la prima vittoria del Monza in campionato, la prima nella sua storia in Serie A, alla giornata successiva, in casa contro la Juventus, grazie a un gol di Christian Gytkjær; seguono una vittoria in trasferta per 3-0 contro la Sampdoria e una in casa per 2-0 contro lo Spezia, risultati sufficienti a uscire dalla zona retrocessione. Da quel momento la stagione dei biancorossi alterna qualche sconfitta (tra cui quella per 4-1 in casa del Milan campione d'Italia e quella per 1-0 contro la Lazio) a importanti successi (2-0 contro il Verona e 3-0 contro la Salernitana), risultati che, prima della sosta dovuta al mondiale, permetteranno ai biancorossi di classificarsi al quattordicesimo posto. Ripreso il campionato, i brianzoli raccolgono sei punti in quattro partite, pareggiando contro Fiorentina, Inter e Sassuolo e vincendo contro la Cremonese, e salgono così al tredicesimo posto alla fine del girone d'andata.
Il girone di ritorno si apre con una storica vittoria a Torino contro la Juventus, battuta per 0-2, e prosegue con molti risultati di prestigio, tra cui un'altra storica vittoria a San Siro contro l'Inter (0-1, rete di Caldirola), un successo casalingo per 3-2 sulla Fiorentina, peraltro in rimonta dal momentaneo 0-2 per i viola, e una vittoria casalinga per 2-0 contro il Napoli, appena divenuto campione d'Italia. Il campionato si chiude con due sconfitte nelle ultime tre partite, ma con un buon undicesimo posto.
In Coppa Italia il Monza passa il turno due volte, partendo dai trentaduesimi di finale. Contro il Frosinone i brianzoli vincono per 3-2, con un gol decisivo di Gytkjær; non meno combattuto è un altro 3-2 contro l'Udinese, che consente ai biancorossi di raggiungere gli ottavi, dove vengono accoppiati con la Juventus, che li elimina battendoli per 2-1.

## Divise e sponsor
Il fornitore tecnico per la stagione 2022-2023 è Lotto mentre lo sponsor ufficiale è Motorola. Presenti sulla maglia anche gli sponsor di U-Power, sulla manica Dell'Orto e dietro Pontenossa.
| Casa | Trasferta | Terza divisa |

## Organigramma societario
Dal sito internet ufficiale della società.
Area direttiva
- Proprietario: Silvio Berlusconi (tramite Fininvest S.p.A.)
- Presidente onorario: Paolo Berlusconi
- Vice Presidente e Amministratore delegato: Adriano Galliani
- Direttore Sportivo: Filippo Antonelli Agomeri (fino al 30/11/2022) poi Michele Franco
- Direttore area Tecnica: François Modesto
- Direttore operativo: Daniela Gozzi
- Segreteria generale: Davide Guglielmetti
- Responsabile commerciale: Fabio Guido Aureli
- Ufficio Marketing e social media: Francesco Bevilacqua
- Club manager: Michele Franco
- Team manager: Carmine Russo
- Addetto stampa: Enrico Cerruti
- SLO: Vincenzo Iacopino
- Responsabile settore giovanile: Roberto Colacone
- Responsabile attività di base: Angelo Colombo

Consiglio di amministrazione
- Membri di amministrazione: Adriano Galliani, Paolo Berlusconi, Danilo Pellegrino, Leandro Cantamessa, Roberto Mazzo, Elio Lolla, Leonardo Brivio, Cristina Rossello

Area tecnica
- Allenatore: Raffaele Palladino
- Allenatore in seconda: Stefano Citterio
- Collaboratore tecnico: Gianluca Polistina, Mattia Casella, Marco Latino
- Preparatore atletico: Simon Barjie, Fabio Corabi
- Collaboratore preparatore atletico: Gianni Bulgarini
- Preparatore portieri: Alfredo Magni
- Collaboratore allenatore portieri: Alessandro Dall’Omo
- Fisioterapisti: Giorgio Biraghi, Simone Borgonovo, Dario Lorenzo Dameno, Gabriele Piovera, Alberto Santorelli
- Massofisioterapista: Daniele Orazio Bollati
- Recupero infortunati: Simon Barjie
- Responsabile Sanitario: Dr. Fabio Francese
- Medico sociale: Dr. Paolo Santamaria

## Rosa
Rosa e numerazione aggiornate al 21 febbraio 2023.
| N. |                               | Ruolo | Calciatore          |
| -- | ----------------------------- | ----- | ------------------- |
| 1  | Italia (bandiera)             | P     | Eugenio Lamanna     |
| 2  | Italia (bandiera)             | D     | Giulio Donati       |
| 3  | Spagna (bandiera)             | D     | Pablo Marí          |
| 4  | Brasile (bandiera)            | D     | Marlon              |
| 5  | Italia (bandiera)             | D     | Luca Caldirola      |
| 6  | Italia (bandiera)             | C     | Nicolò Rovella      |
| 7  | Guinea Equatoriale (bandiera) | C     | José Machín         |
| 8  | Italia (bandiera)             | C     | Andrea Barberis     |
| 9  | Danimarca (bandiera)          | A     | Christian Gytkjær   |
| 10 | Italia (bandiera)             | C     | Mattia Valoti       |
| 11 | Argentina (bandiera)          | D     | Franco Carboni      |
| 12 | Italia (bandiera)             | C     | Stefano Sensi       |
| 13 | Italia (bandiera)             | D     | Andrea Ranocchia    |
| 16 | Italia (bandiera)             | P     | Michele Di Gregorio |
| 17 | Italia (bandiera)             | A     | Gianluca Caprari    |
| 19 | Italia (bandiera)             | D     | Samuele Birindelli  |
| 20 | Grecia (bandiera)             | C     | Antōnīs Siatounīs   |
| 22 | Italia (bandiera)             | C     | Filippo Ranocchia   |
| 23 | Italia (bandiera)             | C     | Matteo Scozzarella  |
| 24 | Croazia (bandiera)            | A     | Mirko Marić         |

| N. |                       | Ruolo | Calciatore                |
| -- | --------------------- | ----- | ------------------------- |
| 25 | Italia (bandiera)     | D     | Gabriele Ferrarini        |
| 26 | Bulgaria (bandiera)   | D     | Valentin Antov            |
| 28 | Italia (bandiera)     | C     | Andrea Colpani            |
| 29 | Italia (bandiera)     | D     | Gabriel Paletta           |
| 30 | Brasile (bandiera)    | D     | Carlos Augusto            |
| 32 | Italia (bandiera)     | C     | Matteo Pessina (capitano) |
| 34 | Italia (bandiera)     | D     | Luca Marrone              |
| 37 | Italia (bandiera)     | A     | Andrea Petagna            |
| 38 | Francia (bandiera)    | C     | Warren Bondo              |
| 44 | Italia (bandiera)     | D     | Andrea Carboni            |
| 47 | Portogallo (bandiera) | A     | Dany Mota                 |
| 55 | Italia (bandiera)     | D     | Armando Izzo              |
| 69 | Italia (bandiera)     | C     | Nicola Rigoni             |
| 77 | Italia (bandiera)     | C     | Marco D'Alessandro        |
| 79 | Italia (bandiera)     | C     | Salvatore Molina          |
| 80 | Italia (bandiera)     | A     | Samuele Vignato           |
| 84 | Italia (bandiera)     | A     | Patrick Ciurria           |
| 89 | Italia (bandiera)     | P     | Alessio Cragno            |
| 91 | Italia (bandiera)     | P     | Alessandro Sorrentino     |

## Calciomercato

### Sessione estiva(dal 1/07 al 1/09)
| Acquisti         | Acquisti              | Acquisti   | Acquisti |
| R.               | Nome                  | da         | Modalità |
| ---------------- | --------------------- | ---------- | --- |
| P                | Alessio Cragno        | Cagliari   | prestito (0,4 milioni €) con diritto e obbligo condizionale di riscatto (3,6 milioni €)                      |
| P                | Alessandro Sorrentino | Pescara    | definitivo (1 milione €)                                                                                     |
| D                | Samuele Birindelli    | Pisa       | definitivo (1,5 milioni €)                                                                                   |
| D                | Andrea Carboni        | Cagliari   | definitivo (4 milioni €)                                                                                     |
| D                | Gabriele Ferrarini    | Fiorentina | prestito con diritto di riscatto e controriscatto                                                            |
| D                | Armando Izzo          | Torino     | prestito |
| D                | Pablo Marí            | Arsenal    | prestito con obbligo condizionale di riscatto (5 milioni €)                                                  |
| D                | Marlon                | Šachtar    | prestito |
| D                | Andrea Ranocchia      | Inter      | svincolato                                                                                                   |
| C                | Warren Bondo          | Nancy      | svincolato                                                                                                   |
| C                | Matteo Pessina        | Atalanta   | prestito con diritto e obbligo condizionale di riscatto (15 milioni €)                                       |
| C                | Filippo Ranocchia     | Juventus   | prestito con diritto di riscatto e controriscatto                                                            |
| C                | Nicolò Rovella        | Juventus   | prestito |
| C                | Stefano Sensi         | Inter      | prestito |
| A                | Gianluca Caprari      | Verona     | prestito (3 milioni €) con diritto e obbligo condizionale di riscatto (8 milioni € + 1 milione € bonus)      |
| A                | Andrea Petagna        | Napoli     | prestito (2,5 milioni €) con diritto e obbligo condizionale di riscatto (10 milioni € + 1,5 milioni € bonus) |
| Altre operazioni |                       |            | |
| R.               | Nome                  | da         | Modalità |
| P                | Michele Di Gregorio   | Inter      | riscatto prestito (4 milioni €)                                                                              |
| P                | Stefano Rubbi         | Lecco      | fine prestito                                                                                                |
| D                | Armando Anastasio     | Pordenone  | fine prestito                                                                                                |
| D                | Valentin Antov        | CSKA Sofia | riscatto prestito (2 milioni €)                                                                              |
| D                | Giuseppe Bellusci     | Ascoli     | fine prestito                                                                                                |
| D                | Davide Bettella       | Atalanta   | riscatto prestito                                                                                            |
| D                | Pedro Pereira         | Benfica    | riscatto prestito (2,5 milioni €)                                                                            |
| C                | Andrea Colpani        | Atalanta   | riscatto prestito                                                                                            |
| C                | Luca Lombardi         | Vis Pesaro | fine prestito                                                                                                |
| C                | Tommaso Morosini      | Lecco      | fine prestito                                                                                                |
| C                | Nicola Mosti          | Modena     | fine prestito                                                                                                |
| C                | Nicola Rigoni         | Cesena     | fine prestito                                                                                                |
| C                | Mattia Valoti         | SPAL       | riscatto prestito                                                                                            |
| A                | Davide Diaw           | Vicenza    | fine prestito                                                                                                |
| A                | Leonardo Mancuso      | Empoli     | riscatto prestito (3 milioni €)                                                                              |
| A                | Mirko Marić           | Crotone    | fine prestito                                                                                                |

| Cessioni         | Cessioni            | Cessioni         | Cessioni                                      |
| R.               | Nome                | a                | Modalità                                      |
| ---------------- | ------------------- | ---------------- | --------------------------------------------- |
| P                | Stefano Rubbi       | Pergolettese     | prestito                                      |
| P                | Daniele Sommariva   | Pescara          | definitivo                                    |
| D                | Davide Bettella     | Palermo          | prestito                                      |
| D                | Pedro Pereira       | Alanyaspor       | prestito                                      |
| D                | Lorenzo Pirola      | Inter            | fine prestito                                 |
| D                | Mario Sampirisi     | Frosinone        | prestito                                      |
| C                | Marco Brescianini   | Milan            | fine prestito                                 |
| C                | Luca Mazzitelli     | Frosinone        | prestito con obbligo condizionale di riscatto |
| C                | Gastón Ramírez      |                  | svincolato                                    |
| A                | Davide Diaw         | Modena           | prestito                                      |
| A                | Andrea Favilli      | Genoa            | fine prestito                                 |
| A                | Leonardo Mancuso    | Como             | prestito                                      |
| Altre operazioni |                     |                  |                                               |
| R.               | Nome                | a                | Modalità                                      |
| P                | Michele Di Gregorio | Inter            | fine prestito                                 |
| P                | Stefano Rubbi       | Lecco            | prestito                                      |
| D                | Armando Anastasio   | Pro Vercelli     | prestito                                      |
| D                | Valentin Antov      | CSKA Sofia       | fine prestito                                 |
| D                | Giuseppe Bellusci   | Ascoli           | definitivo                                    |
| D                | Davide Bettella     | Atalanta         | fine prestito                                 |
| D                | Pedro Pereira       | Benfica          | fine prestito                                 |
| C                | Andrea Colpani      | Atalanta         | fine prestito                                 |
| C                | Luca Lombardi       | Pescara          | definitivo                                    |
| C                | Tommaso Morosini    | Sangiuliano City | prestito                                      |
| C                | Nicola Mosti        | Modena           | riscatto prestito                             |
| C                | Mattia Valoti       | SPAL             | fine prestito                                 |
| A                | Leonardo Mancuso    | Empoli           | fine prestito                                 |

### Operazioni esterne alle sessioni
| Acquisti | Acquisti | Acquisti | Acquisti |
| R.       | Nome     | da       | Modalità |
| -------- | -------- | -------- | -------- |

| Cessioni | Cessioni         | Cessioni | Cessioni   |
| R.       | Nome             | a        | Modalità   |
| -------- | ---------------- | -------- | ---------- |
| D        | Andrea Ranocchia |          | svincolato |
| D        | Gabriel Paletta  |          | svincolato |

### Sessione invernale(dal 2/01 al 31/01)
| Acquisti         | Acquisti       | Acquisti | Acquisti                                          |
| R.               | Nome           | da       | Modalità                                          |
| ---------------- | -------------- | -------- | ------------------------------------------------- |
| D                | Franco Carboni | Inter    | prestito con diritto di riscatto e controriscatto |
| Altre operazioni |                |          |                                                   |
| R.               | Nome           | da       | Modalità                                          |

| Cessioni         | Cessioni           | Cessioni       | Cessioni                        |
| R.               | Nome               | a              | Modalità                        |
| ---------------- | ------------------ | -------------- | ------------------------------- |
| D                | Andrea Carboni     | Venezia        | prestito                        |
| D                | Gabriele Ferrarini | Fiorentina     | risoluzione anticipata prestito |
| C                | Warren Bondo       | Reggina        | prestito                        |
| C                | Salvatore Molina   | Bari           | definitivo                      |
| C                | Nicola Rigoni      |                | svincolato                      |
| C                | Matteo Scozzarella |                | svincolato                      |
| C                | Antonis Siatounīs  | Virtus Entella | definitivo                      |
| Altre operazioni |                    |                |                                 |
| R.               | Nome               | a              | Modalità                        |

## Risultati

### Serie A

#### Girone di andata
| Arbitro: | Mariani (Aprilia) |

|            |           |                           |
| Mota 90+5’ | Marcatori | 43’ Mirančuk 66’ Sanabria |

| Arbitro: | Fourneau (Roma 1) |

|                                                |           |  |
| Kvaratskhelia 35’, 62’ Osimhen 45+2’ Kim 90+3’ | Marcatori |  |

| Arbitro: | Di Bello (Brindisi) |

|             |           |                     |
| Colpani 32’ | Marcatori | 36’ Beto 77’ Udogie |

| Arbitro: | Piccinini (Forlì) |

|                            |           |  |
| Dybala 18’, 32’ Ibañez 61’ | Marcatori |  |

| Arbitro: | Sacchi (Macerata) |

|  |           |                               |
|  | Marcatori | 57’ Højlund 65’ (aut.) Marlon |

| Arbitro: | Pairetto (Nichelino) |

|              |           |           |
| González 48’ | Marcatori | 35’ Sensi |

| Arbitro: | Maresca (Napoli) |

|             |           |  |
| Gytkjær 74’ | Marcatori |  |

| Arbitro: | Ayroldi (Molfetta) |

|  |           |                                     |
|  | Marcatori | 11’ Pessina 67’ Caprari 90+5’ Sensi |

| Arbitro: | Perenzoni (Rovereto) |

|                             |           |  |
| Carlos Augusto 32’ Marí 63’ | Marcatori |  |

| Arbitro: | Rapuano (Rimini) |

|          |           |  |
| Haas 11’ | Marcatori |  |

| Arbitro: | Marinelli (Tivoli) |

|                                  |           |               |
| Díaz 16’, 41’ Origi 65’ Leão 84’ | Marcatori | 70’ Ranocchia |

| Arbitro: | Pairetto (Nichelino) |

|                    |           |                           |
| Petagna 57’ (rig.) | Marcatori | 60’ Ferguson 73’ Orsolini |

| Arbitro: | Cosso (Reggio Calabria) |

|                                |           |  |
| Carlos Augusto 68’ Colpani 90’ | Marcatori |  |

| Arbitro: | Santoro (Messina) |

|            |           |  |
| Romero 69’ | Marcatori |  |

| Arbitro: | Giua (Olbia) |

|                                                |           |  |
| Carlos Augusto 24’ Mota 35’ Pessina 76’ (rig.) | Marcatori |  |

| Arbitro: | Feliciani (Roseto degli Abruzzi) |

|            |           |                    |
| Cabral 19’ | Marcatori | 61’ Carlos Augusto |

| Arbitro: | Sacchi (Macerata) |

|                                   |           |                          |
| Ciurria 11’ Dumfries 90+3’ (aut.) | Marcatori | 10’ Darmian 22’ Martínez |

| Arbitro: | Massa (Imperia) |

|                         |           |                                    |
| Ciofani 67’ Dessers 83’ | Marcatori | 8’ Ciurria 19’ (rig.), 55’ Caprari |

| Arbitro: | Prontera (Bologna) |

|             |           |             |
| Caprari 60’ | Marcatori | 13’ Ferrari |

#### Girone di ritorno
| Arbitro: | Aureliano (Bologna) |

|  |           |                      |
|  | Marcatori | 18’ Ciurria 39’ Mota |

| Arbitro: | Chiffi (Padova) |

|                                  |           |                     |
| Petagna 32’ Pessina 90+9’ (rig.) | Marcatori | 12’, 58’ Gabbiadini |

| Arbitro: | Zufferli (Udine) |

|  |           |            |
|  | Marcatori | 25’ Donati |

| Arbitro: | Rapuano (Rimini) |

|  |           |             |
|  | Marcatori | 31’ Messias |

| Arbitro: | Marinelli (Tivoli) |

|                                         |           |  |
| Coulibaly 52’ Kastanos 65’ Candreva 71’ | Marcatori |  |

| Arbitro: | Feliciani (Teramo) |

|                      |           |              |
| Ciurria 18’ Izzo 66’ | Marcatori | 51’ Satriano |

| Arbitro: | Marco Piccinini (Forlì) |

|           |           |           |
| Verdi 51’ | Marcatori | 55’ Sensi |

| Arbitro: | Giua (Olbia) |

|                    |           |             |
| Carlos Augusto 69’ | Marcatori | 61’ Ciofani |

| Arbitro: | Marcenaro (Genova) |

|  |           |                                |
|  | Marcatori | 13’ Pedro 56’ Milinković-Savić |

| Arbitro: | Massimi (Termoli) |

|                              |           |                         |
| Lovric 18’ Beto 90+2’ (rig.) | Marcatori | 48’ Colpani 56’ Rovella |

| Arbitro: | Pairetto (Nichelino) |

|  |           |               |
|  | Marcatori | 78’ Caldirola |

| Arbitro: | Sacchi (Macerata) |

|                                                |           |                        |
| Biraghi 26’ (aut.) Mota 43’ Pessina 59’ (rig.) | Marcatori | 8’ Kouamé 13’ Saponara |

| Arbitro: | Rapuano (Rimini) |

|  |           |                                  |
|  | Marcatori | 21’ Ciurria 90+3’ Carlos Augusto |

| Arbitro: | Chiffi (Padova) |

|               |           |                 |
| Caldirola 39’ | Marcatori | 24’ El Shaarawy |

| Arbitro: | Zufferli (Udine) |

|              |           |             |
| Sanabria 46’ | Marcatori | 86’ Caprari |

| Arbitro: | Cosso (Reggio Calabria) |

|                      |           |  |
| Mota 18’ Petagna 54’ | Marcatori |  |

| Arbitro: | Santoro (Messina) |

|                      |           |                           |
| Berardi 45+6’ (rig.) | Marcatori | 60’ Ciurria 90+3’ Pessina |

| Arbitro: | Doveri (Roma 1) |

|  |           |                       |
|  | Marcatori | 90+11’ (rig.) Colombo |

| Arbitro: | Di Bello (Brindisi) |

|                                                      |           |                         |
| Koopmeiners 12’, 45+1’, 79’ Højlund 74’ Muriel 90+2’ | Marcatori | 51’ Colpani 81’ Petagna |

### Coppa Italia
| Arbitro: | Serra (Torino) |

|                                                  |           |                     |
| Valoti 25’ (rig.) Caprari 43’ (rig.) Gytkjær 83’ | Marcatori | 52’ Haoudi 56’ Kone |

| Arbitro: | Dionisi (L'Aquila) |

|                |           |                                   |
| Pérez 49’, 68’ | Marcatori | 45’ Valoti 70’ Molina 72’ Petagna |

#### Fase finale
| Arbitro: | Pezzuto (Lecce) |

|                    |           |            |
| Kean 8’ Chiesa 78’ | Marcatori | 24’ Valoti |

## Statistiche

### Statistiche di squadra
Statistiche aggiornate al 4 giugno 2023.
| Competizione | Punti | In casa | In casa | In casa | In casa | In casa | In casa | In trasferta | In trasferta | In trasferta | In trasferta | In trasferta | In trasferta | Totale | Totale | Totale | Totale | Totale | Totale | DR |
| Competizione | Punti | G       | V       | N       | P       | Gf      | Gs      | G            | V            | N            | P            | Gf           | Gs           | G      | V      | N      | P      | Gf     | Gs     | DR |
| ------------ | ----- | ------- | ------- | ------- | ------- | ------- | ------- | ------------ | ------------ | ------------ | ------------ | ------------ | ------------ | ------ | ------ | ------ | ------ | ------ | ------ | -- |
| Serie A      | 52    | 19      | 7       | 5       | 7       | 25      | 22      | 19           | 7            | 5            | 7            | 23           | 30           | 38     | 14     | 10     | 14     | 48     | 52     | -4 |
| Coppa Italia | -     | 1       | 1       | 0       | 0       | 3       | 2       | 2            | 1            | 0            | 1            | 4            | 4            | 3      | 2      | 0      | 1      | 7      | 6      | +1 |
| Totale       | -     | 20      | 8       | 5       | 7       | 28      | 24      | 21           | 8            | 5            | 8            | 27           | 34           | 41     | 16     | 10     | 15     | 55     | 58     | -3 |

### Andamento in campionato
| Giornata  | 1  | 2  | 3  | 4  | 5  | 6  | 7  | 8  | 9  | 10 | 11 | 12 | 13 | 14 | 15 | 16 | 17 | 18 | 19 | 20 | 21 | 22 | 23 | 24 | 25 | 26 | 27 | 28 | 29 | 30 | 31 | 32 | 33 | 34 | 35 | 36 | 37 | 38 |
| --------- | -- | -- | -- | -- | -- | -- | -- | -- | -- | -- | -- | -- | -- | -- | -- | -- | -- | -- | -- | -- | -- | -- | -- | -- | -- | -- | -- | -- | -- | -- | -- | -- | -- | -- | -- | -- | -- | -- |
| Luogo     | C  | T  | C  | T  | C  | T  | C  | T  | C  | T  | T  | C  | C  | T  | C  | T  | C  | T  | C  | T  | C  | T  | C  | T  | C  | T  | C  | C  | T  | T  | C  | T  | C  | T  | C  | T  | C  | T  |
| Risultato | P  | P  | P  | P  | P  | N  | V  | V  | V  | P  | P  | P  | V  | P  | V  | N  | N  | V  | N  | V  | N  | V  | P  | P  | V  | N  | N  | P  | N  | V  | V  | V  | N  | N  | V  | V  | P  | P  |
| Posizione | 14 | 20 | 20 | 20 | 20 | 20 | 18 | 16 | 12 | 14 | 15 | 15 | 15 | 15 | 14 | 14 | 15 | 13 | 13 | 11 | 11 | 10 | 11 | 11 | 11 | 12 | 13 | 13 | 13 | 13 | 12 | 10 | 10 | 11 | 9  | 8  | 10 | 11 |

Legenda:

Luogo: C = Casa; T = Trasferta. Risultato: V = Vittoria; N = Pareggio; P = Sconfitta.

### Statistiche dei giocatori
Sono in corsivo i calciatori che hanno lasciato la società a stagione in corso.
| Giocatore       | Serie A  | Serie A | Serie A     | Serie A    | Coppa Italia | Coppa Italia | Coppa Italia | Coppa Italia | Totale   | Totale | Totale      | Totale     |
| Giocatore       | Presenze | Reti    | Ammonizioni | Espulsioni | Presenze     | Reti         | Ammonizioni  | Espulsioni   | Presenze | Reti   | Ammonizioni | Espulsioni |
| --------------- | -------- | ------- | ----------- | ---------- | ------------ | ------------ | ------------ | ------------ | -------- | ------ | ----------- | ---------- |
| V. Antov        | 9        | 0       | 2           | 0          | 3            | 0            | 1            | 0            | 12       | 0      | 3           | 0          |
| C. Augusto      | 35       | 6       | 4           | 0          | 2            | 0            | 0            | 0            | 37       | 6      | 4           | 0          |
| A. Barberis     | 9        | 0       | 0           | 0          | 1            | 0            | 0            | 0            | 10       | 0      | 0           | 0          |
| S. Birindelli   | 31       | 0       | 8           | 0          | 2            | 0            | 2            | 0            | 33       | 0      | 10          | 0          |
| W. Bondo        | 4        | 0       | 1           | 0          | 1            | 0            | 1            | 0            | 5        | 0      | 2           | 0          |
| L. Caldirola    | 31       | 2       | 5           | 0          | 0            | 0            | 0            | 0            | 31       | 2      | 5           | 0          |
| G. Caprari      | 37       | 5       | 7           | 0          | 1            | 1            | 0            | 0            | 38       | 6      | 7           | 0          |
| A. Carboni      | 4        | 0       | 0           | 0          | 2            | 0            | 0            | 0            | 6        | 0      | 0           | 0          |
| F. Carboni      | 3        | 0       | 0           | 0          | 0            | 0            | 0            | 0            | 3        | 0      | 0           | 0          |
| P. Ciurria      | 36       | 6       | 4           | 0          | 1            | 0            | 0            | 0            | 37       | 6      | 4           | 0          |
| A. Colpani      | 27       | 4       | 1           | 0          | 3            | 0            | 0            | 0            | 30       | 4      | 1           | 0          |
| A. Cragno       | 1        | -3      | 0           | 0          | 3            | -6           | 0            | 0            | 4        | -9     | 0           | 0          |
| M. D'Alessandro | 8        | 0       | 2           | 0          | 3            | 0            | 0            | 0            | 11       | 0      | 2           | 0          |
| M. Di Gregorio  | 37       | -49     | 0           | 0          | 0            | 0            | 0            | 0            | 37       | -49    | 0           | 0          |
| G. Donati       | 8        | 1       | 2           | 2          | 0            | 0            | 0            | 0            | 8        | 1      | 2           | 2          |
| G. Ferrarini    | 0        | 0       | 0           | 0          | 0            | 0            | 0            | 0            | 0        | 0      | 0           | 0          |
| C. Gytkjær      | 22       | 1       | 0           | 0          | 2            | 1            | 0            | 0            | 24       | 2      | 0           | 0          |
| A. Izzo         | 30       | 1       | 10          | 0          | 1            | 0            | 0            | 0            | 31       | 1      | 10          | 0          |
| E. Lamanna      | 0        | 0       | 0           | 0          | 0            | 0            | 0            | 0            | 0        | 0      | 0           | 0          |
| J. Machín       | 25       | 0       | 4           | 0          | 2            | 0            | 1            | 0            | 27       | 0      | 5           | 0          |
| P. Marí         | 30       | 1       | 4           | 0          | 1            | 0            | 0            | 0            | 31       | 1      | 4           | 0          |
| M. Marić        | 0        | 0       | 0           | 0          | 0            | 0            | 0            | 0            | 0        | 0      | 0           | 0          |
| Marlon          | 28       | 0       | 7           | 1          | 2            | 0            | 1            | 0            | 30       | 0      | 8           | 1          |
| L. Marrone      | 2        | 0       | 0           | 0          | 1            | 0            | 0            | 0            | 3        | 0      | 0           | 0          |
| S. Molina       | 5        | 0       | 1           | 0          | 1            | 1            | 0            | 0            | 6        | 1      | 1           | 0          |
| D. Mota         | 29       | 5       | 2           | 0          | 1            | 0            | 0            | 0            | 30       | 5      | 2           | 0          |
| G. Paletta      | 0        | 0       | 0           | 0          | 1            | 0            | 0            | 0            | 1        | 0      | 0           | 0          |
| M. Pessina      | 35       | 5       | 6           | 0          | 1            | 0            | 0            | 0            | 36       | 5      | 6           | 0          |
| A. Petagna      | 31       | 4       | 2           | 0          | 1            | 1            | 0            | 0            | 32       | 5      | 2           | 0          |
| A. Ranocchia    | 1        | 0       | 0           | 0          | 1            | 0            | 0            | 0            | 2        | 0      | 0           | 0          |
| F. Ranocchia    | 14       | 1       | 1           | 0          | 2            | 0            | 0            | 0            | 16       | 1      | 1           | 0          |
| N. Rigoni       | 0        | 0       | 0           | 0          | 0            | 0            | 0            | 0            | 0        | 0      | 0           | 0          |
| N. Rovella      | 25       | 1       | 6           | 1          | 2            | 0            | 1            | 0            | 27       | 1      | 7           | 1          |
| M. Scozzarella  | 0        | 0       | 0           | 0          | 0            | 0            | 0            | 0            | 0        | 0      | 0           | 0          |
| S. Sensi        | 28       | 3       | 8           | 0          | 2            | 0            | 0            | 0            | 30       | 3      | 8           | 0          |
| A. Siatounīs    | 0        | 0       | 0           | 0          | 0            | 0            | 0            | 0            | 0        | 0      | 0           | 0          |
| A. Sorrentino   | 0        | 0       | 0           | 0          | 0            | 0            | 0            | 0            | 0        | 0      | 0           | 0          |
| M. Valoti       | 16       | 0       | 1           | 0          | 3            | 3            | 0            | 0            | 19       | 3      | 1           | 0          |
| S. Vignato      | 5        | 0       | 0           | 0          | 2            | 0            | 0            | 0            | 7        | 0      | 0           | 0          |